# Miquel Mai i Ça Rovira
Miquel Mai i Ça Rovira   (Tremp, c. 1480 - Madrid, 1546) fou un polític català, que exercí de vicecanceller de la Corona d'Aragó des de 1533 fins a la seva mort.

## Biografia
Nascut a Tremp, fou el fill del regent la cancelleria de Joan Mai II i d'Elisabet Ça Rovira. El seu avi, Joan Mai I, també fou regent de la cancelleria, i el seu besavi, Ramon Mai, mestre de medicina al municipi de Tremp. Dels seus germans, Climent esdevingué abat del Monestir de Santa Maria de Ripoll i Joan del Monestir de Sant Benet de Bages. Doctorat en Dret, fou regent la cancelleria de Sardenya entre 1512 i 1517, i posteriorment del Consell d'Aragó entre 1519 i 1533. El 1528 fou nomenat ambaixador a Roma, prop del Vaticà, i organitzà a Bolonya la coronació de Carles I d'Aragó a mans del papa Climent VII. El 1533 inicià el càrrec de vicecanceller de la Corona d'Aragó, mandat que finalitzà amb la seva mort l'any 1546 a Madrid. Durant l'exercici del mandat, acompanyà el rei a Tunis el 1535, participà a les Corts de Montsó de 1542, que prorrogà, i presencià a Barcelona l'entrevista entre els consellers reials i el duc d'Alba sobre el programa de fortificacions de la ciutat.
A nivell cultural es vinculà de jove amb humanistes de renom, com Martí Ivarra, que el 1514 li dedicà un epigrama i el 1522 la segona edició barcelonina del vocabulari d'Elio Antonio de Nebrija. Així mateix, també participà amb el petit cercle d'erasmisme a Barcelona i esdevingué una de les figures clau d'aquest corrent ideològic a la cort reial, juntament amb Mercurino Gattinara. Comptà amb una vasta formació humanística d'arrel italiana, que es plasmà en una biblioteca personal de més de 1.800 obres impreses i 400 de manuscrites, en la que hi figuraren obres d'autors clàssics, italians i francesos però també d'Erasme de Rotterdam, algunes d'elles ja prohibides en aquell temps. També deixà en herència un gran nombre d'antiguitats al palau de Barcelona, que fou després casa dels Pinós. El catedràtic de Barcelona Rafael Mambla li dedicà l'obra Dialectica (1540), i l'arquebisbe de Tarragona Antoni Agustí Emendationum... (1543).